# Бугульминское викариатство
Бугульми́нское викариа́тство — викариатство Казанской епархии Русской православной церкви. Названо по городу Бугульма.

## История
Первым епископом Бугульминским называют Алексия (Орлова), хиротонисанного 3 июня 1923 года. Однако он в то время по всей видимости ещё пребывал в обновленчестве.
1 января 1924 года собравшиеся в Уфе епископы: Довлекановский Иоанн (Поярков), Стерлитамакский Марк (Боголюбов) и Байкинский Вениамин (Фролов) подписали решение: «…святые Божии церкви соседней к Уфе православной епископии Самарской лишены в настоящие дни главенствующего руководителя жизни церковной, а также и то, что в сей епископии не имеется ни одного православно-мудрствующего епископа, состоящего в нелицемерном общении с прочими православными епископами Заволжья и облеченного хотя бы частью архиерейских полномочий, нижеподписавшиеся епископы за благо рассудили учредить в г. Бугульме Самарской епархии кафедру викарного епископа, об открытии которой донести Святейшему Патриарху».
7 мая 1924 года Патриарх Тихон и Временный Патриарший Синод при нём, «заслушав ходатайство верующих пастырей и пасомых г. Бугульмы Самарской епархии — об открытии в г. Бугульме кафедры викарного епископа и о назначении на оную правоспособного кандидата, постановили: в г. Бугульме, Самарской епархии, открыть кафедру викарного епископа, на каковую и назначить протоиерея Христорождественского собора г. Александрова, Владимирской епархии, Феодора Делекторскаго, с пострижением в монашество».
В 1928 году Бугульминское викариатство перешло в состав Казанской епархии.
После назначения епископа Германа (Вейнберга) в апреле 1930 года епископом Алма-Атинским новых назначений на Бугульминскую кафедру не последовало.

## Епископы
- Алексий (Буй) (1 января — 13 марта 1924)
- Павел (Введенский) (1 февраля — апрель 1924) в/у, епископ Мелекесский
- Никита (Делекторский) (12 мая 1924 — 1925)
- Митрофан (Поликарпов) (20 января 1925 — 1926)
- Герман (Коккель) (1926—1927)
- Антоний (Миловидов) (27 апреля 1928 — 1929) с 30 ноября 1928 под арестом, в ссылке, в лагерях
- Герман (Вейнберг) (5 февраля 1929 — 16 апреля 1930)